# Хендерсон (округ, Теннесси)
Округ Хендерсон (англ. Henderson County) располагается в США, в штате Теннесси. По состоянию на 2010 год, численность населения составляла 27 769 человек. Был основан в 1821 году, получил своё название в честь американского военнослужащего, участника англо-американской войны Джеймса Хендерсона.

## География
По данным Бюро переписи США, общая площадь округа равняется 1362 км², из которых 1347 км² — суша, и 15 км², или 1,12 % — это водоёмы.

## Население
По данным переписи населения 2000 года в округе проживает 25 522 жителя в составе 10 306 домашних хозяйств и 7451 семья. Плотность населения составляет 19,00 человек на км2. На территории округа насчитывается 11 446 жилых строений, при плотности застройки около 8-ми строений на км2. Расовый состав населения: белые — 90,45 %, афроамериканцы — 8,00 %, коренные американцы (индейцы) — 0,13 %, азиаты — 0,14 %, гавайцы — 0,01 %, представители других рас — 0,33 %, представители двух или более рас — 0,94 %. Испаноязычные составляли 0,97 % населения независимо от расы.
В составе 32,30 % из общего числа домашних хозяйств проживают дети в возрасте до 18 лет, 56,90 % домашних хозяйств представляют собой супружеские пары, проживающие вместе, 11,70 % домашних хозяйств представляют собой одиноких женщин без супруга, 27,70 % домашних хозяйств не имеют отношения к семьям, 24,90 % домашних хозяйств состоят из одного человека, 10,70 % домашних хозяйств состоят из престарелых (65 лет и старше), проживающих в одиночестве. Средний размер домашнего хозяйства составляет 2,44 человека, и средний размер семьи — 2,90 человека.
Возрастной состав округа: 24,30 % — моложе 18 лет, 8,70 % — от 18 до 24, 28,80 % — от 25 до 44, 23,90 % — от 45 до 64, и 23,90 % — от 65 и старше. Средний возраст жителя округа — 37 лет. На каждые 100 женщин приходится 92,90 мужчин. На каждые 100 женщин старше 18 лет приходится 90,00 мужчин.
Средний доход на домохозяйство в округе составлял 32 057 USD, на семью — 38 475 USD. Среднестатистический заработок мужчины был 28 598 USD против 21 791 USD для женщины. Доход на душу населения составлял 17 019 USD. Около 9,20 % семей и 12,40 % общего населения находились ниже черты бедности, в том числе — 14,60 % молодежи (тех, кому ещё не исполнилось 18 лет) и 14,50 % тех, кому было уже больше 65 лет.